# Let's Go Luna!
Let's Go Luna! è una serie televisiva animata a carattere educativo, creata dall'animatore Joe Murray e coprodotta da 9 Story Media Group di Brown Bag Films per PBS Kids. Judy Greer fornisce la voce della Luna citata nel titolo. La prima edizione, in onda a partire dal 21 novembre 2018, prevede 38 episodi da mezz'ora ed un episodio speciale da un'ora, trasmesso il 10 dicembre 2018.

## Trama
Il cartone è ambientato in un mondo popolato da animali antropomorfi; i protagonisti - Leo, un vombato (dall'Australia), Andy, una rana (dagli Stati Uniti) e Carmen, una farfalla (dal Messico) - viaggiano in tutto il mondo con la compagnia teatrale itinerante dei genitori, il Circo Fabuloso. Lungo le loro soste, la Luna, raffigurata con braccia, gambe e una faccia, ogni tanto scende sulla Terra per insegnare loro le lingue locali, la musica, il cibo e altre usanze.